# Gomphostemma pseudocrinitum
Gomphostemma pseudocrinitum là một loài thực vật có hoa trong họ Hoa môi. Loài này được C.Y.Wu mô tả khoa học lần đầu tiên vào năm 1965.